# 지사토촌 (후쿠시마현)
지사토촌(千里村)은 후쿠시마현 야마군에 설치되었던 촌이다. 1955년 3월 1일 지사토촌 및 이나와시로정, 오키나지마촌, 쓰키노와촌, 아즈마촌 등 5개 정·촌이 합병하여 이나와시로정이 신설되고 폐지되었다.

## 지리
이나와시로정 남부가 지사토촌이 있던 곳이다.

## 역사
- 1889년 4월 1일 - 정촌제 시행에 의해 4촌이 합병해 야마군 지사토촌이 성립하였다.
- 1955년 3월 1일 - 지사토촌 및 이나와시로정, 오키나지마촌, 쓰키노와촌, 아즈마촌 등 5개 정·촌이 합병하여 이나와시로정이 신설되고, 지사토촌 등은 폐지되었다.

## 인구
- 1889년 2,004
- 1920년 2,067
- 1947년 2,802

## 교통

### 철도
- 일본국유철도(→동일본 여객철도)
  - 반에쓰사이선

### 도로
- 2급 국도
  - 국도 115호선(→국도 49호선)

## 참고 문헌
- 角川日本地名大辞典編纂委員会『角川日本地名大辞典 7 福島県』、角川書店、1981年 ISBN 4-04-001070-1
- 日本加除出版株式会社編集部『全国市町村名変遷総覧』、日本加除出版、2006年、ISBN 4-8178-1318-0